# Когда зацвёл миндаль
«Когда зацвёл миндаль» — художественный фильм, Грузия-фильм, 1972, криминальная драма.

## Сюжет
Десятиклассник Зура Мамацашвили из Тбилиси - сын богатых родителей, живущий беззаботной жизнью. Сначала он угоняет машину друга отца и катается с одноклассниками во Мцхету, за что директор школы исключает Зуру из числа участников соревнования по велогонкам. Нико, влиятельный отец Зуры, убеждает директора отменить решение об исключении сына. Зура принимает участие в велогонке, но проигрывает ее. Отец договаривается с организаторами соревнования, которые затем отдают победу Зуре. После липовой победы от него отворачиваются друзья, включая Хатуну, которая нравится Зуре. Тем не менее, Хатуна пытается вывести Зуру из-под влияния отца, но тот отвергает ее попытки помочь ему. За обиженную Хатуну вступается Лексо, который является общим другом ее и Зуры. Во время поездки на большой скорости Зура оказывается виновником автомобильной катастрофы, в которой Лексо погибает. Родные мальчика пытаются подстроить факты и обвинить погибшего в катастрофе. Нико, отец Зуры, уговаривает друзей поддержать версию о виновности Лексо, чтобы спасти сына от ответственности за гибель человека в автокатастрофе. Затем он пытается добиться того же от бабушки Лексо, чтобы родные обвинили его в собственной гибели. Но Зура устал от постоянной лжи и хочет честно ответить за свои действия. После разговора с учителем литературы он признается в том, что управлял автомобилем в момент аварии.

## В ролях
- Зураб Кипшидзе — Зура Мамацашвили
- Давид Абашидзе — Нико, отец Зуры
- Георгий Пипия — Лексо, друг Зуры
- Тинатин Варданашвили — Хатуна
- Эка Магалашвили — Эка
- Сесилия Такайшвили — Варвара Михайловна, бабушка Лексо
- Дмитрий Такайшвили — Торнике, учитель литературы
- Лия Капанадзе — Талико, мать Зуры
- Чабуа Амирэджиби — Георгий, отец Хатуны
- Шота Даушвили — Важа Таварткиладзе, друг Нико
- Марина Тбилели — Александра Владимировна, директор школы
- Нодар Мгалоблишвили
- Лика Кавжарадзе — девочка с букетом (нет в титрах)

## Съёмочная группа
- Режиссёр: Лана Гогоберидзе
- Сценаристы: Заира Арсенишвили, Лана Гогоберидзе
- Композитор: Гия Канчели

## Места съемок
Фильм снимался в Тбилиси и Пицунде.

## Награда
Премия VI Всесоюзного кинофестиваля 1973 года в Алма-Ате за лучшую режиссеру.

## Критика
Кинокритик Сергей Кудрявцев находит определённую смелость и принципиальность режиссёра Ланы Гогоберидзе в её кинематографическом исследовании природы нравственного компромисса и проблемы личной ответственности, в её предостережении о тревожных симптомах «вещевой болезни» и духовной эрозии людей.